# محطة أولكيليوتو للطاقة النووية

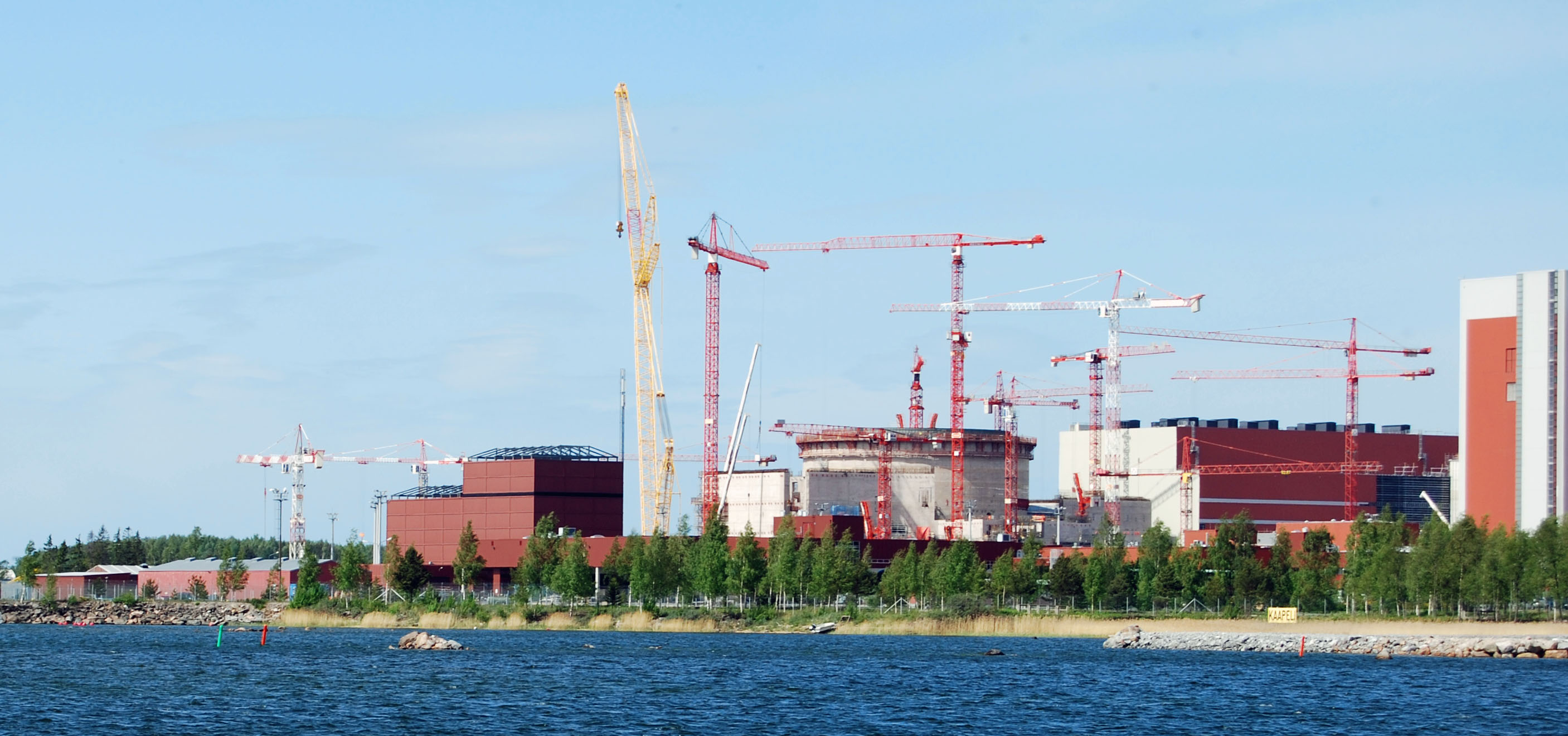
الوحدة الثالثة في 2009.

محطة أولكيليوتو للطاقة النووية هي محطة للطاقة النووية بفنلندا على شاطئ خليج بوثنيا، في بلدية يوراجوكي في فنلندا الغربية.

## نبذة
هي إحدى محطتي الطاقة النووية في فنلندا، والأخرى محطة لوفيسا للطاقة النووية للطاقة المكونة من وحدتين. تملك وتدير المحطة شركة تيوليسودن فويما، وهي شركة تابعة لشركة بوهولان فويما.

## المحطة
تتكون المحطة من مفاعلين بواسطة الماء المغلي، ينتجان 880 ميجاوات و 890 ميجاوات من الكهرباء. من المتوقع تشغيل مفاعل ثالث للوحدة الثالثة في يناير 2020.
الوحدة 3 هي عبارة عن مفاعل نووي أوربي مضغوط (EPR) وهي قيد الإنشاء منذ عام 2005.
تم التخطيط لبدء العملية التجارية في الأصل في مايو 2009 ولكن تم تأجيل المشروع، واعتبارًا من نوفمبر 2018 كان آخر تقدير لبدء الإنتاج المنتظم هو يناير 2020.
في ديسمبر 2012 قدّر مقاول البناء الفرنسي متعدد الجنسيات أريفا أن التكلفة الكاملة لبناء المفاعل ستكون حوالي 8.5 مليار يورو، أو ما يقرب من ثلاثة أضعاف سعر التسليم البالغ 3 مليارات يورو.
منح البرلمان الفنلندي قرارًا من حيث المبدأ لمفاعل رابع يتم إنشاؤه في الموقع في يوليو 2010، ولكن في يونيو 2015 قررت شركة تيوليسودن فويما أنها لن تتقدم بطلب للحصول لرخصة لبناء الوحدة الرابعة.